# Ali Sadikin
Ali Sadikin (7 juillet 1926 - 20 mai 2008), connu sous le nom de Bang Ali, est un politicien indonésien, gouverneur de Jakarta de 1966 à 1977.